# Breynia pubescens
Breynia pubescens är en emblikaväxtart som beskrevs av Elmer Drew Merrill. Breynia pubescens ingår i släktet Breynia och familjen emblikaväxter.
Artens utbredningsområde är Moluckerna. Inga underarter finns listade i Catalogue of Life.